# Comité Côte d'Argent de rugby
Le comité Côte d'Argent de rugby est un organe fédéral dépendant de la Fédération française de rugby actif de 1910 à 2018 et chargé d'organiser les compétitions territoriales de rugby à XV et à sept dans le département de la Gironde et dans une partie de celui des Landes.

## Histoire
Le comité Côte d'Argent est fondé le 20 avril 1910, à l'occasion de la scission du comité de Guyenne et Gascogne en deux entités, la Côte d'Argent et le Périgord Agenais. Sa juridiction s'étend alors sur l'ensemble des départements de la Gironde, des Landes et des Basses-Pyrénées. Très rapidement, son périmètre se réduit à la suite de la création du comité Côte basque le 3 juin 1911, qui couvre alors les Basses-Pyrénées ainsi que sur les arrondissements landais de Dax et de Saint-Sever ; l'objectif est alors d'avoir un comité indépendant de celui de Côte d'Argent, dont le nouveau périmètre s'étend alors à l'ensemble de la Gironde et la partie Nord des Landes.

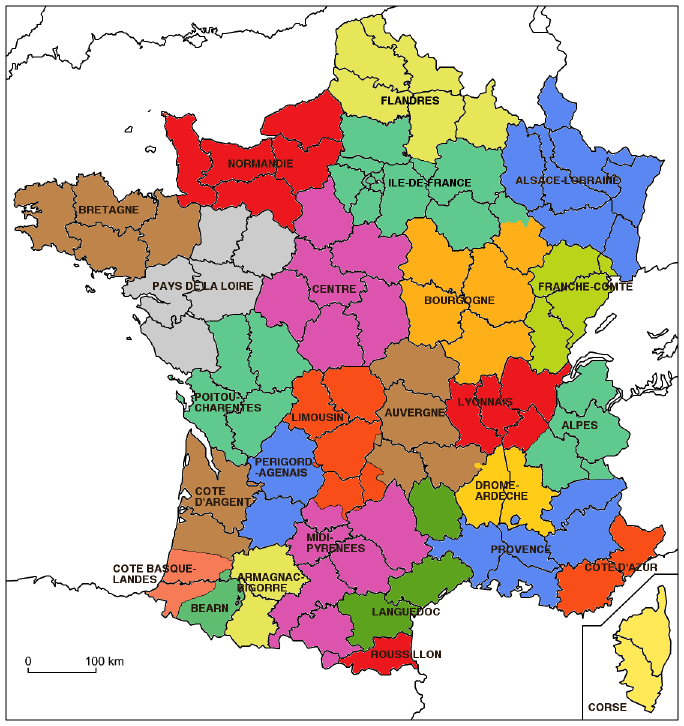
Découpage approximatif des comités territoriaux français avant la réforme de 2015.

En conséquence de la réforme territoriale des régions de 2015, le ministère de la Jeunesse et des Sports impose aux fédérations sportives de calquer leur organisation territoriale sur celle des nouvelles régions. Ainsi, le 1er juillet 2018, le comité Côte d'Argent fusionne avec les comités Béarn, Côte basque Landes, Limousin, Périgord Agenais et Poitou-Charentes pour former la Ligue régionale Nouvelle-Aquitaine de rugby.

## Identité visuelle

Évolution du logo
Logo actif lors de la disparition en 2018.

## Clubs
| Année | Nombre de clubs |
| ----- | --------------- |
| 1920  | 25              |
| 1922  | 61              |
| 1929  | 85              |
| 2013  | 70              |